# Maja Koman
Maja Koman (ur. 12 kwietnia 1988 w Poznaniu) – polska piosenkarka, autorka tekstów i piosenek.

## Kariera muzyczna
Zaczęła śpiewać w wieku trzech lat. Jako nastolatka była liderką dwóch zespołów rockowych, śpiewała też w chórze kościelnym. Mając 17 lat, wyjechała do Francji, gdzie pracowała w restauracji.
Wiosną 2011 r. wzięła udział w przesłuchaniach do pierwszej edycji programu telewizji Polsat Must Be the Music. Tylko muzyka. Podczas castingów przed jurorami wykonała na ukulele interpretację utworu Stary niedźwiedź mocno śpi i przeszła do kolejnego etapu, jednak nie zakwalifikowała się do półfinałów. Jesienią 2012 r., wraz z zespołem Maja Koman i ukulele, wzięła udział w przesłuchaniach do piątej edycji programu TVN Mam talent!. Podczas castingów zaśpiewała utwór Anaïs Christina i zakwalifikowała się do półfinału. Wystąpiła w czwartym odcinku półfinałowym z własną wersją utworu Lany Del Rey Blue Jeans i nie awansowała do finału. Jak sama wyznała, udział w programie traktowała jako „reklamę zespołu”.
W roku 2013 podpisała kontrakt wydawniczy z wytwórnią muzyczną Warner Music Poland. 10 czerwca 2014 r. wydała debiutancki album studyjny pt. Pourquoi pas. Premierę płyty poprzedziła wydaniem w kwietniu singla Babcia mówi. Do utworu zrealizowała również teledysk, który wyreżyserował Kamil Dymek według scenariusza Koman. Piosenka dotarła do 3. miejsca Listy Przebojów z Charakterem emitowanej przez Polskie Radio RDC.
W 2015 r. otrzymała nominację do nagrody Fryderyki 2015 w kategorii „fonograficzny debiut roku”. W marcu pojawiła się na okładce tygodnika „Wysokie Obcasy”. 21 października 2016 wydała drugi album studyjny pt. Na supełek.

## Dyskografia
Albumy studyjne
| Rok  | Dane dot. albumu                                                                                          |
| ---- | --- |
| 2014 | Pourquoi pas - Wydany: 10 czerwca 2014 - Wytwórnia: Warner Music Poland - Format: CD, digital download    |
| 2016 | Na supełek - Wydany: 21 października 2016 - Wytwórnia: Warner Music Poland - Format: CD, digital download |
| 2019 | Mirror - Wydany: 8 marca 2019 - Wytwórnia: Warner Music Poland - Format: CD, digital download             |
|      | Monster - Wydany: - Wytwórnia: wydano niezależnie - Format: digital download                              |

Single
| Rok                                                      | Tytuł           | Najwyższa pozycja na liście | Album        |
| Rok                                                      | Tytuł           | RDC                         | Album        |
| -------------------------------------------------------- | --------------- | --------------------------- | ------------ |
| 2014                                                     | „Babcia mówi”   | 3                           | Pourquoi pas |
| 2014                                                     | „My Dear Deer”  |                             | Pourquoi pas |
| 2015                                                     | „Kocham Karpia” | _                           | _            |
| 2016                                                     | „Jestem”        | _                           | Na Supełek   |
| 2018                                                     | „Invisible”     | _                           | Mirror       |
| 2018                                                     | „Dragonfly”     | _                           | Mirror       |
| 2018                                                     | „Nie ma Kewina” | _                           | _            |
| „–” oznacza, że singel nie był notowany na danej liście. |                 |                             |              |

## Teledyski
| Rok  | Tytuł                               | Reżyseria                        | Album        | Źródło |
| ---- | ----------------------------------- | -------------------------------- | ------------ | ------ |
| 2014 | „Babcia mówi”                       | Kamil Dymek                      | Pourquoi pas | [ 8 ]  |
| 2014 | „My Dear Deer”                      | Kamil Dymek                      | Pourquoi pas | [ 19 ] |
| 2014 | „Zmarszczka”                        | Maja Koman                       | Pourquoi pas | [ 20 ] |
| 2015 | „Dziad”                             | Maja Koman                       | Pourquoi pas | [ 21 ] |
| 2015 | „Dear Sadness”                      | Sylwia Kubus                     | Pourquoi pas |        |
| 2015 | „Kocham karpia”                     | Maja Koman                       | –            | [ 22 ] |
| 2016 | „Jestem”                            | Maja Koman, Dariusz Szermanowicz | Na supełek   | [ 23 ] |
| 2016 | „Prawy sierpowy”                    | Maja Koman                       | Na supełek   | [ 24 ] |
| 2017 | „Czekoladowy”                       | Maja Koman                       | Na supełek   |        |
| 2017 | „Zwiąż te kłaki”                    | Maja Koman                       | Na supełek   |        |
| 2018 | „Invisible”                         | Maja Koman, Filip Wendland       | Mirror       |        |
| 2018 | „Nie ma Kewina feat. Tomasz Knapik” | Maja Koman                       | _            |        |

## Nagrody i wyróżnienia
| Rok  | Kategoria                 | Tytułem    | Nagroda        | Nota      | Źródło |
| ---- | ------------------------- | ---------- | -------------- | --------- | ------ |
| 2015 | Fonograficzny debiut roku | Maja Koman | Fryderyki 2015 | Nominacja | [ 10 ] |